# 麻村水库
麻村水库是广东省广州市从化区的一个水库。始建于1957年，1958年竣工。水库库坝高29.8米，坝长217米，集雨面积6平方公里，库容量265万立方米。